# ديويت كوفمان
ديويت كوفمان (بالإنجليزية: DeWitt Coffman)‏ هو ضابط أمريكي، ولد في 28 نوفمبر 1854 في مونت جاكسون في الولايات المتحدة، وتوفي في 27 يونيو 1932 في جيمستاون في الولايات المتحدة.